# Deutsche Philosophische Gesellschaft
La Deutsche Philosophische Gesellschaft (dal tedesco, lett. "Società filosofica tedesca") fu un'associazione di filosofi legati alla Repubblica di Weimar, attiva dal 1917/1918 fino al 1945.

## Storia precedente
Bruno Bauch, neokantiano e assiologo, fu uno dei cofondatori della società. Nel 1916 tenne una conferenza alla Società di Scienze Politiche di Jena dal titolo Von dem Begriff der Nation. Ein Kapitel zur Geschichtsphilosophie (Sul concetto di nazione. Un capitolo sulla filosofia della storia). 
Questa conferenza fu pubblicata nello stesso anno nella rivista Kant-Studien, di cui Bauch era redattore. Il suo contenuto suscitò un notevole dibattito.
L'autore teorizzò che la nazione fosse caratterizzata non solo dalla condivisione di una cultura comune, ma soprattutto da una comune discendenza di sangue di cui gli ebrei non erano considerati parte. Essi erano ritenuti piuttosto un "popolo ospite" della Germania. Secondo Bauch, la presenza di un gruppo etnico estraneo avrebbe potuto portare alla perdita dei caratteri nazionali tedeschi. Di conseguenza, al fine di espellere la popolazione ebraica dalla Germania, suggerì di sostenere il sionismo, che incentivava l'emigrazione degli ebrei nello Stato di Israele.
Questo saggio incontrò una notevole opposizione da parte dei rappresentanti ebrei del neokantismo e portò a dichiarazioni critiche da parte di Hermann Cohen ed Ernst Cassirer. Ciò indusse Bauch ad abbandonare la sua collaborazione con il periodico Kant-Studien.

## Fondazione
In concomitanza con una riunione del comitato filosofico della società, tenutasi a Weimar nel mese di maggio, fu costituito un gruppo di lavoro retto da Arthur Hoffmann, studente di Bauch, che si prefisse l'obbiettivo di pubblicare una nuova rivista filosofica.
All'inizio del 1918, Horst Engert, docente originario di Plauen, assunse la direzione del progetto. Una volta assicurato un numero sufficiente di partecipanti, il 21 maggio 1918 si tenne a Weimar la riunione fondativa, durante la quale fu adottato lo statuto e Hermann Schwarz tenne una conferenza dal titolo Weltgewissen oder Vaterlandsgewissen (Coscienza mondiale o coscienza nazionale). A maggio fu pubblicato anche il primo numero della rivista Beiträge zur Philosophie des deutschen Idealismus (Contributi alla filosofia dell'idealismo tedesco). 
Il 2 dicembre 1918 la Società filosofica tedesca fu iscritta nel registro delle associazioni presso il tribunale distrettuale di Weimar. Al momento della fondazione, diversi docenti avevano accettato di contribuire alla rivista, tra cui: Max Hildebert Boehm, il filosofo e pedagogo Ferdinand Jakob Schmidt di Berlino e il docente privato Heinrich Scholz di Breslavia, Hermann Schwarz e Bauch stesso, Nicolai Hartmann, Heinz Heimsoeth e Max Wundt di Marburgo, il docente privato Arnold Ruge di Heidelberg, lo studioso di Schelling Otto Braun (originario di Münster), gli austriaci Walter Schmied-Kowarzik e Hans Pichler, nonché Alexius Meinong e Paul Häberlin (provenienti dalla Svizzera).
Nel resoconto della riunione costitutiva, l'obbiettivo dichiarato era quello della "promozione, approfondimento e conservazione dell'identità [nazionale] tedesca". Tale posizione si poneva in contrasto con la Kant-Gesellschaft: a differenza di quest'ultima, la Società tedesca di filosofia non si concentrava sullo studio della "filosofia e delle culture di tutti i popoli", ma si considerava un "completamento [dell'identità] nazionale", focalizzato sui pensatori tedeschi:
All'obiezione secondo cui una filosofia limitata all'ambito nazionale non poteva rivendicare una validità universale, Bauch contrappose l'argomentazione secondo cui era necessario distinguere tra genesi e validità: l'idealismo tedesco si basava sulle particolari capacità intellettuali del popolo tedesco, mentre la sua validità avrebbe dovuto essere riconosciuta a livello sovranazionale.

## Periodo di Weimar
Nell'ottobre del 1923, la società raggiunse la sua massima espansione, arrivando ad annoverare un numero di membri pari a 1.200 unità.
Pochi anni dopo, il numero si stabilizzò a circa 600 unità, a seguito della generale ripresa politico-economica post-bellica. 
Il dimezzamento degli iscritti 
fu principalmente dovuto dall'aver ignorato i movimenti filosofici emersi in quel periodo :filosofia esistenziale, fenomenologia e empirismo logico, che presero le distanze dall'assiologia nata in seno al neokantismo.
Le difficoltà economiche dovute al calo degli iscritti e alla diminuzione delle donazioni portarono a un cambiamento radicale della società nel 1927. Bauch aveva già cessato l'attività di redattore nel maggio dell'anno precedente. 
Nel 1927, lo psicologo di Lipsia Felix Krueger fu eletto presidente del consiglio di amministrazione. Accanto a Bauch e Schwarz, entrò a far parte del consiglio anche il filosofo del diritto Julius Binder, originario di Gottinga . Insieme a Theodor Litt e Hans Freyer di Lipsia, la società si poneva ora su una base filosofica più ampia che andava oltre l'idealismo. 
Ciò fu evidente nei contenuti proposti dal periodico Blätter für deutsche Philosophie, pubblicati da Ernst Hugo Fischer a partire dal 1928 cui, due anni più tardi, si aggiunse la collaborazione di Gunther Ipsen.

## Durante il nazismo
Nel 1933 la società iniziò a collaborare col regime e si impegnò a partecipare alla costruzione di un nuovo Stato. 
All'assemblea dei soci dell'ottobre 1933, alla quale Adolf Hitler aveva inviato un saluto, i principali oratori furono Bauch e Hartmann, entrambi rappresentanti della filosofia dei valori. 
Come Martin Heidegger, suo oppositore, anche Bauch aveva l'idea di poter influenzare le basi intellettuali della nuova società filosofica. Nel 1934 ne assunse la presidenza, mentre Heimsoeth divenne il nuovo direttore del periodico Blätter. In una lettera a Gerhard Lehmann, Günther Jacoby accolse con favore queste nomine interpretando come un ritorno al mondo accademico.
Sebbene Bauch accogliesse con favore la politica razziale dei nazionalsocialisti, l'adesione della sua presidenza al nazismo non fu totale. Infatti, egli non fu immediatamente antisemita: ad esempio, fu favorevole alla permanenza in carica di Richard Hönigswald, mentre Heidegger si era espresso contro di lui.
L'auspicata influenza della società sulla politica non si concretizzò. I filosofi Alfred Baeumler ed Ernst Krieck, che erano più strettamente legati al nazionalsocialismo, vedevano troppe differenze con l'ideologia nazista nella propensione ancora dominante di Bauch a favore di Fichte. 
Un rapporto del Ministero dell'Educazione del Reich, redatto da Ferdinand Weinhandl nel 1937, affermava che l'associazione doveva essere considerata al massimo come una fase preliminare per la nascita di una futura Società nazionalsocialista per la filosofia. Nel frattempo, il numero dei membri scese a 448 nell'aprile del 1936 e a 401 nell'aprile del 1942. Ciononostante, l'associazione non fu sciolta dal Reich e continuò a essere sostenuta al fine di promuovere la reputazione internazionale del nazionalsocialismo.
Dopo la morte di Bauch nel 1942, Arnold Gehlen assunse la presidenza dell'associazione.
La sua reggenza ebbe breve durata: a seguito della caduta dello Stato nazionalsocialista, nel maggio 1945 anche la Società filosofica tedesca cessò di esistere.